# Kostel Saint-Georges de la Villette
Kostel Saint-Georges de la Villette (tj. svatého Jiří z La Villette) je katolický farní kostel v 19. obvodu v Paříži na Avenue Simon-Bolivar. Kostel je zasvěcen svatému Jiří a pojmenován podle bývalé obce La Villette.

## Historie
Kostel byl postaven na památku pařížského arcibiskupa Georgese Darboya, který byl dne 24. května 1871 popraven jako rukojmí v závěru Pařížské komuny. Výstavba byla zahájena v roce 1873 podle plánů architekta Louise Pierra Chauveta.